# Alberto Mario González
Alberto Mario González (ur. 21 sierpnia 1941 w Buenos Aires, zm. 26 lutego 2023) – argentyński piłkarz, grający podczas kariery na pozycji pomocnika.

## Kariera klubowa
Alberto Mario González rozpoczął karierę w klubie Atlancie Buenos Aires w 1960. W latach 1962–1968 występował w Boca Juniors. Z Boca Juniors trzykrotnie zdobył mistrzostwo Argentyny w 1962, 1964 i 1965.
W 1969 był zawodnikiem CA Banfield, po czym wyjechał do Chile, gdzie reprezentował barwy klubu Unión Española. Ogółem w latach 1960–1969 rozegrał w lidze argentyńskiej 267 meczów, w których strzelił 20 bramek. Karierę zakończył w trzecioligowym CA Platense w 1971.

## Kariera reprezentacyjna
W reprezentacji Argentyny González zadebiutował w 1961. W 1962 został powołany na mistrzostwa świata. Na mundialu w Chile González wystąpił w meczu z Węgrami. W 1963 wystąpił w turnieju Copa América, na którym Argentyna zajęła trzecie miejsce. Na turnieju był rezerwowym i nie wystąpił w żadnym meczu. W 1966 po raz drugi został powołany na mistrzostwa świata. Na mundialu w Anglii González wystąpił we wszystkich czterech meczach z: Hiszpanią, RFN, Szwajcarią i ćwierćfinale z Anglią.
W 1967 wystąpił w turnieju Copa América, na którym Argentyna zajęła drugie miejsce. Na turnieju wystąpił we wszystkich pięciu meczach z Paragwajem, Boliwią, Wenezuelą, Chile i Urugwajem. Ogółem w barwach albicelestes wystąpił w 19 meczach.